# Associació de Veïns i Comerciants Amics del Barri del Carme
Associació de Veïns i Comerciants Amics del Barri del Carme és una associació veïnal que s'encarrega de defensar els interessos dels habitants i els comerciants del Barri del Carme a la ciutat de València. Entre els seus principals objectius estan els de defensar i protegir l'habitatge i el patrimoni històric i artístic del barri del Carme, promoure l'accessibilitat dels vianants al centre històric, dinamitzar la vida cultural del barri, col·laborar en el disseny d'un marc de convivència entre els veïns, veïnes i comerciants millorant la seua qualitat de vida, fer del Carme un barri saludable i recuperar l'esperit cívic de barri, moltes vegades afectat per l'acumulació de brutícia que deixen alguns turistes. En algunes ocasions les demandes de l'associació han estat contraposades a les demandes del hostelers del barri, per temes com els horaris d'apertura o l'espai que han d'ocupar les terraçes dels locals. Este i altre tipus de qüestions han sigut denunciades als mitjans de comunicació a través del seu portaveu Toni Cassola.